# Cithaerias andromeda
Espèce
 Cithaerias andromeda est une espèce de lépidoptères (papillons) de la famille des Nymphalidae, de la sous-famille des Satyrinae, de la tribu des Haeterini et du genre Cithaerias.

## Description
C'est un papillon translucide aux nervures marron avec aux postérieures un ocelle noir, pupillé de blanc et cerclé et avec, suivant les sous-espèces, une large marque bleue ou violette au bord anal et des marques marginales.

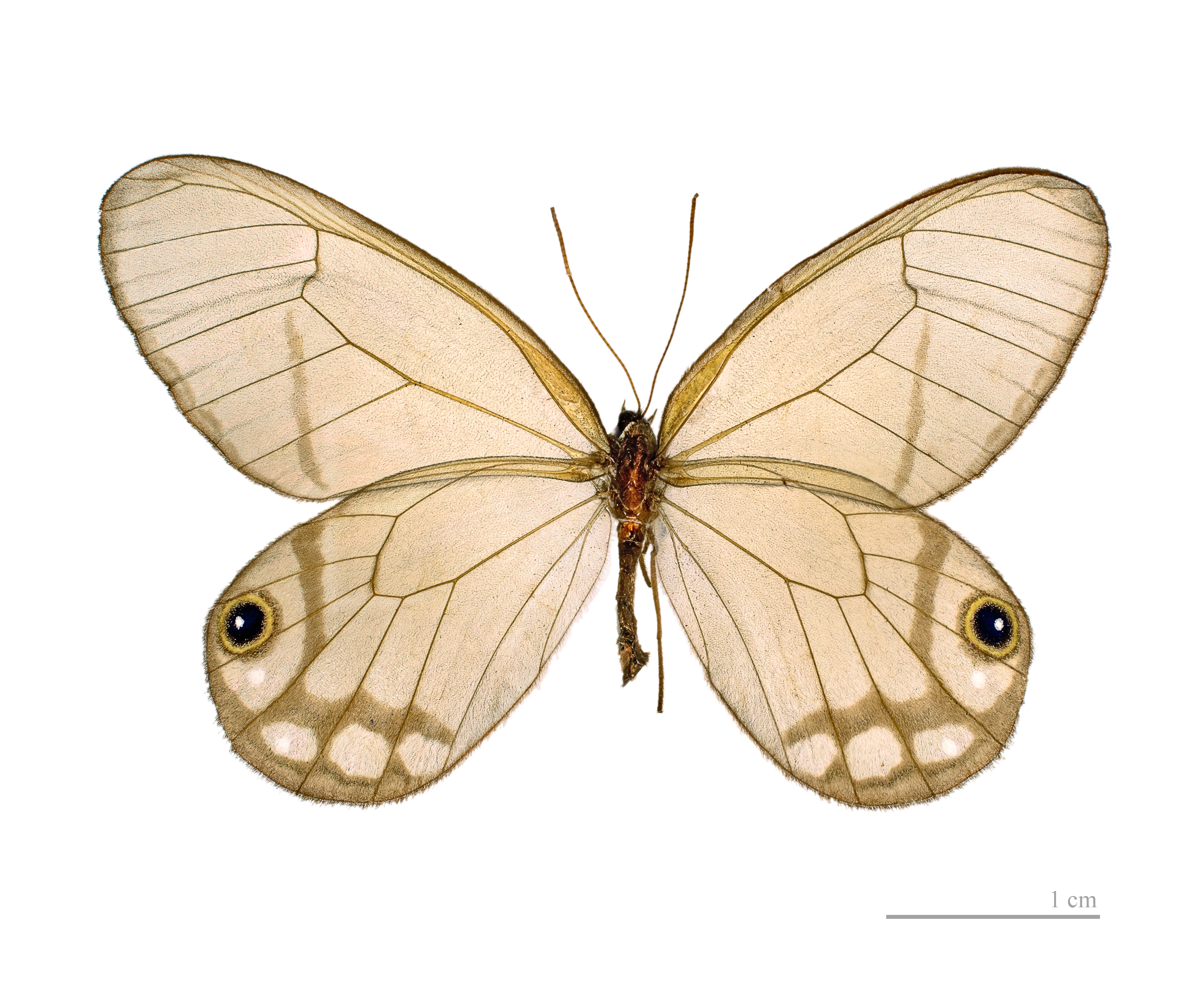
Cithaerias andromeda andromeda Muséum de Toulouse
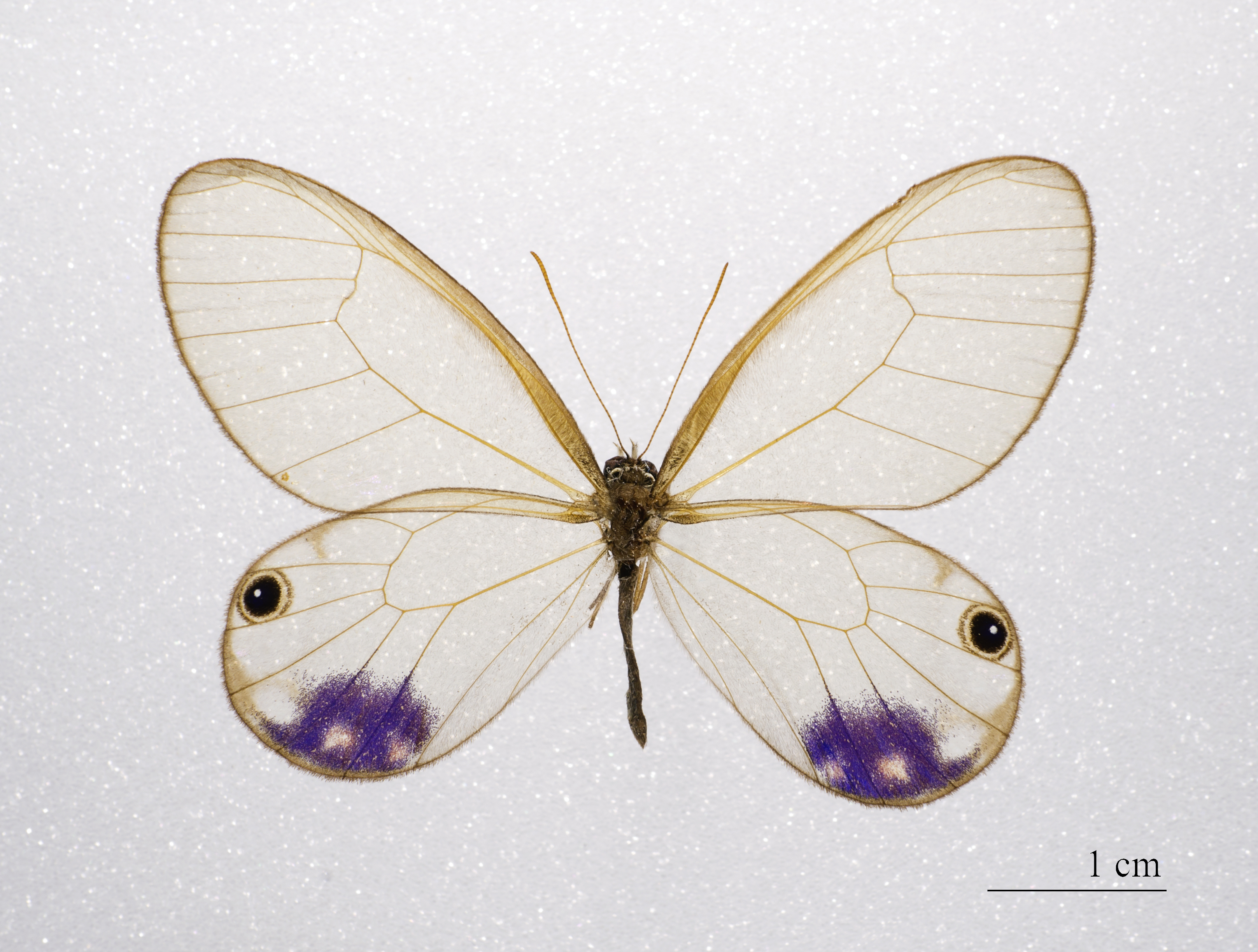
Cithaerias andromeda esmeralda Muséum de Toulouse

## Écologie et distribution
Cithaerias andromeda est présent dans le nord de l'Amérique du Sud, au Surinam, Venezuela, Pérou, Brésil et en Guyane.

### Biotope
Il réside dans la forêt tropicale.

## Cithaerias andromedaet l'Homme

### Protection
Pas de statut de protection particulier